# El Bosque (México)
El Bosque é um município do estado do Chiapas, no México. A população do município calculada no censo 2005 era de 14.932 habitantes.